# Padeg
Padeg is een bestuurslaag in het regentschap Gresik van de provincie Oost-Java, Indonesië. Padeg telt 2329 inwoners (volkstelling 2010).